# Andreï Nazarov
Pour les articles homonymes, voir Nazarov.
Andreï Viktorovitch Nazarov - en russe : Андрей Викторович Назаров - (né le 22 mai 1974 à Tcheliabinsk en URSS) est un joueur professionnel russe de hockey sur glace devenu entraîneur. Il évoluait au poste d'ailier.

## Biographie

### Carrière de joueur
En 1991, ce joueur formé au Metchel Tcheliabinsk commence sa carrière avec le HK Dinamo Moscou dans le championnat d'URSS. Il est choisi en 1992 au cours du repêchage d'entrée dans la Ligue nationale de hockey par les Sharks de San José en 1e ronde, en 10e position. Il part alors en Amérique du Nord en 1993 et débute dans la LNH. Il a porté les couleurs de huit équipes de la LNH. Durant le lock-out 2004-2005 de la LNH, il revient en Russie. Il remporte la Coupe d'Europe des clubs champions 2005 avec l'Avangard Omsk. Il met un terme à sa carrière en 2006 après une saison avec le Wild du Minnesota où il ne dispute que deux parties.

### Carrière internationale
Il a représenté la Russie En équipe nationale.

### Carrière d'entraîneur
Il est nommé entraîneur du Traktor Tcheliabinsk en 2007. En octobre 2010, il prend la tête du Vitiaz Tchekhov.

## Statistiques

### En club
| Saison     | Équipe                     | Ligue      |     | Saison régulière | Saison régulière | Saison régulière | Saison régulière | Saison régulière |    | Séries éliminatoires | Séries éliminatoires | Séries éliminatoires | Séries éliminatoires | Séries éliminatoires |
| Saison     | Équipe                     | Ligue      | PJ  | B                | A                | Pts              | Pun              | PJ               | B  | A                    | Pts                  | Pun                  |                      |                      |
| 1991-1992  | Dinamo Moscou              | Superliga  | 2   | 1                | 0                | 1                | 2                |                  |    |                      |                      |                      |                      |                      |
| 1992-1993  | Dinamo Moscou              | Superliga  | 42  | 8                | 2                | 10               | 79               |                  |    |                      |                      |                      |                      |                      |
| 1993-1994  | Blades de Kansas City      | LIH        | 71  | 15               | 18               | 33               | 64               | --               | -- | --                   | --                   | --                   |                      |                      |
| 1993-1994  | Sharks de San José         | LNH        | 1   | 0                | 0                | 0                | 0                | --               | -- | --                   | --                   | --                   |                      |                      |
| 1993-1994  | Dinamo Moscou              | Superliga  | 6   | 2                | 2                | 4                | 0                |                  |    |                      |                      |                      |                      |                      |
| 1994-1995  | Blades de Kansas City      | LIH        | 43  | 15               | 10               | 25               | 55               | --               | -- | --                   | --                   | --                   |                      |                      |
| 1994-1995  | Sharks de San José         | LNH        | 26  | 3                | 5                | 8                | 94               | 6                | 0  | 0                    | 0                    | 9                    |                      |                      |
| 1995-1996  | Blades de Kansas City      | LIH        | 27  | 4                | 6                | 10               | 118              | 2                | 0  | 0                    | 0                    | 2                    |                      |                      |
| 1995-1996  | Sharks de San José         | LNH        | 42  | 7                | 7                | 14               | 62               | --               | -- | --                   | --                   | --                   |                      |                      |
| 1996-1997  | Thoroughblades du Kentucky | LAH        | 3   | 1                | 2                | 3                | 4                | --               | -- | --                   | --                   | --                   |                      |                      |
| 1996-1997  | Sharks de San José         | LNH        | 60  | 12               | 15               | 27               | 222              | --               | -- | --                   | --                   | --                   |                      |                      |
| 1997-1998  | Sharks de San José         | LNH        | 40  | 1                | 1                | 2                | 112              | --               | -- | --                   | --                   | --                   |                      |                      |
| 1997-1998  | Lightning de Tampa Bay     | LNH        | 14  | 1                | 1                | 2                | 58               | --               | -- | --                   | --                   | --                   |                      |                      |
| 1998-1999  | Lightning de Tampa Bay     | LNH        | 26  | 2                | 0                | 2                | 43               | --               | -- | --                   | --                   | --                   |                      |                      |
| 1998-1999  | Flames de Calgary          | LNH        | 36  | 5                | 9                | 14               | 30               | --               | -- | --                   | --                   | --                   |                      |                      |
| 1999-2000  | Flames de Calgary          | LNH        | 76  | 10               | 22               | 32               | 78               | --               | -- | --                   | --                   | --                   |                      |                      |
| 2000-2001  | Mighty Ducks d'Anaheim     | LNH        | 16  | 1                | 0                | 1                | 29               | --               | -- | --                   | --                   | --                   |                      |                      |
| 2000-2001  | Bruins de Boston           | LNH        | 63  | 1                | 4                | 5                | 200              | --               | -- | --                   | --                   | --                   |                      |                      |
| 2001-2002  | Bruins de Boston           | LNH        | 47  | 0                | 2                | 2                | 164              | --               | -- | --                   | --                   | --                   |                      |                      |
| 2001-2002  | Coyotes de Phoenix         | LNH        | 30  | 6                | 3                | 9                | 51               | 3                | 0  | 0                    | 0                    | 2                    |                      |                      |
| 2002-2003  | Coyotes de Phoenix         | LNH        | 59  | 3                | 0                | 3                | 135              | --               | -- | --                   | --                   | --                   |                      |                      |
| 2003-2004  | Coyotes de Phoenix         | LNH        | 33  | 1                | 2                | 3                | 125              | --               | -- | --                   | --                   | --                   |                      |                      |
| 2004-2005  | Metallourg Novokouznetsk   | Superliga  | 10  | 0                | 0                | 0                | 20               | --               | -- | --                   | --                   | --                   |                      |                      |
| 2004-2005  | Avangard Omsk              | Superliga  | 24  | 0                | 2                | 2                | 153              | 7                | 0  | 0                    | 0                    | 6                    |                      |                      |
| 2005-2006  | Wild du Minnesota          | LNH        | 2   | 0                | 0                | 0                | 6                | --               | -- | --                   | --                   | --                   |                      |                      |
| 2005-2006  | Aeros de Houston           | LAH        | 1   | 0                | 0                | 0                | 0                | --               | -- | --                   | --                   | --                   |                      |                      |
| Totaux LNH | Totaux LNH                 | Totaux LNH | 571 | 53               | 71               | 124              | 1409             | 9                | 0  | 0                    | 0                    | 11                   |                      |                      |

### En équipe nationale
| Année | Compétition                 |   | PJ | B | A | Pts | Pun                |  | Résultat |
| 1992  | Championnat d'Europe junior | 6 | 3  | 1 | 4 | 12  | Médaille de bronze |  |          |
| 1998  | Championnat du monde        | 6 | 1  | 2 | 3 | 10  | Cinquième place    |  |          |